# 黒石健太郎
黒石 健太郎（くろいし けんたろう、1984年1月3日 - ）は、日本の政治家、実業家。岡山県瀬戸内市長（1期）。株式会社ハワーズ代表取締役社長。元金沢大学特任准教授。

## 来歴
岡山県岡山市中区生まれ。朝日塾小学校、淳心学院中学校・高等学校、東京大学法学部卒業。
2006年、株式会社リクルートへ入社後、採用・育成等に従事。
2013年に、起業の学校「WILLFU」を運営する株式会社ウィルフを創業。2013年に、サイバーエージェント主催の起業家コンテスト「アントレプレナーイノベーションキャンプ」にて優勝し、サイバーエージェント（代表取締役：藤田晋）を引受先とする第三者割当増資を実施。その後、2014年には、Mistletoe（代表取締役：孫泰蔵）、クックパッド（代表取締役：穐田誉輝）、LIFULL（代表取締役：井上高志）、East Ventures（代表パートナー：松山太河）、efu Investment（パートナー：福武英明）を引受先とする第三者割当増資を実施。
政治家をめざして自民党岡山県第2区候補の公募に応募したが、山下貴司に敗北。2016年1月19日、民主党が第24回参議院議員通常選挙岡山県選挙区に、江田五月の後継候補として黒石を擁立すると発表。その後民進党に合流し参院選では同党公認で立候補したが、2016年7月10日の投開票の結果、329,501票を獲得したが、元自民党東京都北区区議で自民党公認・公明党推薦の新人小野田紀美に敗れ落選。
2018年9月、金沢大学特任准教授に就任。
2021年4月に、ウィルフの全株式を、株式会社アントレに売却。
2022年2月に、株式会社ハワーズを立ち上げ、インターネット広告代理業をスタート。
2024年末に、株式会社ウィルフが株式会社アントレへ吸収合併されることを受け、代表を退任。
2025年5月、津村啓介衆議院議員の公設秘書を退任し、岡山県瀬戸内市長選挙への立候補を表明。6月1日、市長選の投開票が行われ、現職の武久顕也の後継をアピールした黒石が、元市議の広田均を破り、初当選した。県内最年少首長となる。
2025年7月19日に初登庁。

## 著書
- 渋谷で教える起業先生（毎日新聞出版）
- 成功確率が格段に上がる起業の準備（かんき出版）